# 김준섭
김준섭(金俊燮, 1923년 2월 20일~2012년 7월 4일)은 대한민국의 정치인이다. 제5·8·10대 국회의원을 역임했다. 평안북도 신의주 출신이다.

## 학력
- 신의주 고보 졸업
- 고려대학교 경영대학원 수료

## 경력
- 반공학생연맹 이사장
- 민주당 화천군 당위원장 및 강원도당부위원장
- 대한럭비축구협회장
- 신민당 제8대 원내부총무 정무위원 지도위원
- 신민당 강원 제1지구당 위원장
- 민한당 전당대회의장
- 민한당 총재권한 대행
- 국제라이온스협회 강원지구 총재(FY 94-95)
- 헌정회 이사

## 역대 선거 결과
|  | 26.68% |

|  | 25.52% |

|  | 12.49% |

|  | 3.46% |

|  | 44.4% |

|  | 16.42% |

|  | 30.18% |

|  | 22.56% |

|  | 22.54% |

|  | 14.59% |